# Балхаський металургійний комплекс
Балха́ський металургі́йний ко́мплекс — виробничий майданчик у Карагандинській області Казахстану, який діє в галузі кольорової металургії.

## Мідеплавильне виробництво
Історія майданчика почалась із запуску в 1938 році Балхаського мідеплавильного заводу, розрахованого на роботу з рудним концентратом Балхаської збагачувальної фабрики. Станом на початок 2020-х років сировина на балхаський майданчик також надходить з Нурказганської, Карагайлинської та Миколаївської збагачувальних фабрик. Є відомості, що сюди можуть спрямовувати і концентрат з введеного в дію у середині 2010-х Актогайського рудника.
У 1952-му ввели в дію цех з випуску катодної міді, при цьому в 1964-му після запуску третьої черги його потужність досягнула 250 тисяч тонн на рік (на початку 2020-х річна виробнича потужність заводу визначається на рівні 220 тисяч тонн рафінованої міді). Станом на 2022 рік цей цех вже подолав рубіж у 13 млн тонн міді.
У 1985-му на заводі ввели першу установку з технологією плавки в рідкій ванні, яка дозволила переробляти руди з меншим вмістом міді та підвищила концентрацію сірчистого газу (діоксиду сірки), з якого отримують сульфатну кислоту. Можливо відзначити, що утилізація сірчистого газу є невід'ємним елементом виробництва з погляду екології, при цьому це дозволяє випускати великі обсяги товарної сульфатної кислоти. У 2008-му на балхаському майданчику став до ладу оснащений сучасним обладнанням цех сульфатної кислоти, який здатний продукувати 1,1 млн тонн на рік.
У 1996-му почав роботу цех з випуску мідної проволоки та емальованого проводу.

## Робота з супутніми елементами
Металургійне виробництво отримувало зі збагачувальної фабрики також молібденовий напівпродукт, унаслідок переробки якого отримували молібдат кальцію та як супутній продукт реній у формі перрената амонію. Втім, наприкінці 20 століття випуск молібденового напівпродукту припинився.
Під час електролізу міді вилучають певні обсяги срібла, селену та телуру.
У 1997-му став до ладу завод дорогоцінних металів, який продукує золоті зливки та гранульоване срібло. Станом на початок 2020-х річна виробнича потужність заводу за цим напрямом обчислюється як 11 тонн золота та 670 тонн срібла. В 2023-му запустили ділянку переробки відвальних шлаків заводу дорогцінних металів методом відновлювальної плавки.
У 2023-му став до ладу цех, здатний продукувати 60 тонн технічного селену та 120 тонн сурм'яного плаву на рік.  
Також майданчик може щорічно випускати 9,5 тисячі тонн свинцю у формі пилу.

## Цинковий завод
У 2003 році на балхаському майданчику став до ладу цинковий завод, який переробляє цинковий концентрат та здатен випускати 100 тисяч тон металічного цинку на рік. Він використовує технологію автоклавного вилуговування, що дозволяє переробляти бідний концентрат.
На початку 2009-го цинковий завод зупинили, оскільки продажі цинкового концентрату давали більший прибуток, аніж продажі цинку. Станом на 2022 завод все  ще знаходився на консервації, при цьому анонсували плани створення на його основі гідрометалургійного заводу, який би міг провадити автоклавне вилуговування міді із низькосортних мідних концентратів, а також отримувати як супутню продукцію 19 тисяч тон цинкового та 21 тисячу тон свинцевого концентратів на рік.

## Додаткова інформація
Для задоволення енергетичних потреб заводу разом з ним запустили власну електростанцію, яка згодом відокремилась і стала відома як Балхаська ТЕЦ.
З 1958-го Балхаський мідеплавильний завод діяв у складі Балхаського гірничо-металургійного комбінату, а наприкінці 1990-х перейшов під контроль корпорації «Казахмис».